# 科雷勒
科雷勒（法語：Caurel，法語發音：[koʁɛl]）是法国马恩省的一个市镇，属于兰斯区。

## 地理
科雷勒（49°18'15"N, 4°9'10"E）面积9.79 平方千米，位于法国大東部大區马恩省，该省份为法国东北部内陆省份，北起阿登省，西北接埃纳省，西南接塞纳-马恩省，南至奥布省，东南接上马恩省，东临默兹省。
与科雷勒接壤的市镇（或旧市镇、城区）包括：波马克勒、贝吕、拉瓦讷、维特里莱兰斯。

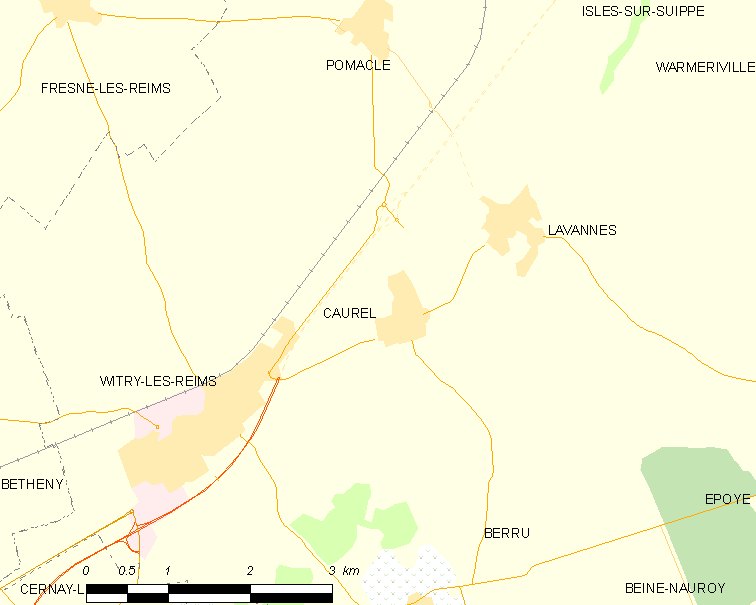
科雷勒的OSM定位图

科雷勒的时区为UTC+01:00、UTC+02:00（夏令时）。

## 行政
科雷勒的邮政编码为51110，INSEE市镇编码为51101。

## 政治
科雷勒所属的省级选区为勃艮第-弗雷讷县。

## 人口

1962-2008年间科雷勒人口变化图示

科雷勒于2022年1月1日时的人口数量为696人。